# Świat na uboczu
Świat na uboczu – brytyjsko – zimbabwejski dramat z 1988 roku w reżyserii Chrisa Mengesa.

## Obsada
- Tim Roth jako Harold
- Jodhi May jako Molly Roth
- Jeroen Krabbé jako Gus Roth
- Barbara Hershey jako Diana Roth
- Linda Mvusi jako Elsie
- Nadine Chalmers jako Yvone Abelson
- Kate Fitzpatrick jako June Abelson
- Yvonne Bryceland jako Bertha
- Albee Lesotho jako Solomon
- Clement Muchachi jako Sipho
- Paul Freeman jako Kruger
- Jude Akuwidike jako ksiądz

i inni